# Tilly-sur-Seulles
Tilly-sur-Seulles é uma comuna francesa na região administrativa da Normandia, no departamento de Calvados. Estende-se por uma área de 8,98 km². Em 2010 a comuna tinha 1 743 habitantes (densidade: 194,1 hab./km²).